# Episodi di The Fades

Mac (Daniel Kaluuya) e Paul (Iain De Caestecker) nella scena iniziale del primo episodio.

La prima stagione della serie televisiva The Fades, composta da sei episodi, è stata trasmessa sui canali britannici BBC Three e BBC HD dal 21 settembre al 26 ottobre 2011.
In Italia la stagione è inedita.
| nº | Titolo originale | Titolo italiano | Prima TV UK       | Prima TV Italia |
| -- | ---------------- | --------------- | ----------------- | --------------- |
| 1  | Episode 1        |                 | 21 settembre 2011 |                 |
| 2  | Episode 2        |                 | 28 settembre 2011 |                 |
| 3  | Episode 3        |                 | 5 ottobre 2011    |                 |
| 4  | Episode 4        |                 | 12 ottobre 2011   |                 |
| 5  | Episode 5        |                 | 19 ottobre 2011   |                 |
| 6  | Episode 6        |                 | 26 ottobre 2011   |                 |

## Episode 1
- Diretto da: Farren Blackburn
- Scritto da: Jack Thorne

### Trama
Paul Roberts, ragazzo introverso di diciassette anni, scopre di poter vedere le anime dei morti. Neil Valentine gli si presenta come Angelico e gli spiega che lui è uno di loro, un gruppo di persone dotate di un dono, e hanno il compito di controllare le Ombre, in particolare quando queste riescono ad entrare nel mondo dei vivi.
Helen, un Angelico col potere della guarigione, viene attaccata dall'Ombra che ha massacrato Sarah, che faceva lavoro di squadra con Neil.
A seguito di una visione apocalittica, in cui tutto è cenere, Paul capisce che la sua vita, e soprattutto quella di chi gli è vicino, rischia di essere stravolta.

## Episode 2
- Diretto da: Farren Blackburn
- Scritto da: Jack Thorne

### Trama
Neil e Paul vanno in un ex orfanotrofio, ormai in stato di abbandono da anni, dove incontrano Eric, un'Ombra facente parte degli anziani, ossia quelle Ombre che un tempo erano Angelici e che sono intrappolate nel mondo dei vivi da diversi anni. Tale Ombra riesce a vedere in Paul il prescelto nella lotta contro il male.
Nel frattempo due ragazzini, della stessa scuola di Paul, vengono uccisi da un branco di Ombre per poi nutrirsi della loro carne.
Mark Etches, ex marito di Sarah, fornisce alla polizia, sulle tracce di lei in quanto data per scomparsa, una foto in cui si trova in un istituto psichiatrico assieme a Neil.

## Episode 3
- Diretto da: Farren Blackburn
- Scritto da: Jack Thorne

### Trama
Paul lega con una ragazza di nome Jay, e scopre di avere altri poteri, come poter materializzare le proprie volontà, riuscendo a "tappare" la bocca alla sorella, e farsi spuntare un paio d'ali angeliche a seguito di una forte emozione.
Paul si ritrova spesso in compagnia di Natalie, l'Ombra di una ragazzina, la quale tenta di ucciderlo al primo incontro.
Neil, su consiglio di Helen, ormai un'Ombra, chiama altri Angelici. All'incontro partecipa anche Paul, che riesce a guarire tutte le ferite di Neil, sia quelle recenti, causategli da un'aggressione di un gruppo di Ombre fra cui Natalie, sia quelle causategli dalla misteriosa Ombra, incontrata in precedenza nel semintarrato di un vecchio centro commerciale.
Il gruppo di Angelici decide di andare contro le regole e di cercare Natalie per catturarla e interrogarla, nel tentativo di ottenere informazioni su cosa stanno cercando di fare le Ombre nel mondo dei vivi.
Neil accompagna l'Ombra di Sarah da Mark, al quale spiega la situazione, e fa da tramite fra i due.
Paul, in giro con l'amico Mac, viene investito da un furgone ed entra in coma.
Helen riesce ad ascendere presso un punto di ascensione e svanisce, dicendo a Neil di proteggere Paul, nel quale vede l'eletto. Intanto la misteriosa Ombra riesce a costituirsi un corpo, tornando in carne ed ossa, rivelandosi come John.

## Episode 4
- Diretto da: Tom Shankland
- Scritto da: Jack Thorne

### Trama
Paul si ritrova all'esterno del suo corpo, scoprendo di non appartenere più al mondo dei vivi. Neil lo porta con sé al bunker, dove gli altri Angelici hanno catturato e stanno ora torturando Natalie.
Scioccato dal maltrattamento nei confronti dell'Ombra, Paul torna in ospedale, dove incontra John, riconoscendolo dalle sue visioni apocalittiche.
John riesce a convincere Paul ad accompagnarlo da Natalie. Al bunker John salva la ragazzina uccidendo tutti gli Angelici a parte Neil.
Sarah continua a vegliare su Mark, che viene rilasciato dalla polizia, la quale aveva all'inizio fatto ricadere su di lui l'omicidio dei due ragazzini della scuola, dato il suo comportamento rabbioso nei loro confronti, come insegnante.
Mentre in ospedale i medici staccano il corpo di Paul dalle macchine, una potente energia di luce riporta in vita il ragazzo, riconducendo la sua Ombra nel suo corpo.
Intanto sempre più persone vengono aggredite dalle Ombre e scompaiono.

## Episode 5
- Diretto da: Tom Shankland
- Scritto da: Jack Thorne

### Trama
Neil accusa Paul di tradimento e lo invita a scegliere la vita da Angelico e a lasciare ogni legame con la famiglia, gli amici e l'amore.
Paul si ritrova a scuola assieme ai suoi amici e a sua madre, e capisce presto che qualcosa non va, soprattutto quando compare un ragazzo al quale sua sorella era interessata e che risultava scomparso da giorni.
L'edificio si rivela essere il covo delle Ombre, le quali hanno ucciso diverse persone per ricavarne nutrimento, le cui ombre a loro volta nutrendosi son tornate in carne ed ossa si sono reinserite nel mondo dei vivi come se nulla fosse.
A seguito di un'aggressione Paul manifesta i suoi poteri, riuscendo ad eliminare le Ombre proiettando dei fasci di luce dalle mani, davanti a tutti i presenti.
Il padre di Mac impartisce l'ordine di evacuare la città.

## Episode 6
- Diretto da: Tom Shankland
- Scritto da: Jack Thorne

### Trama
Sarah riesce a rinascere, grazie all'aiuto di Neil che la nutre della carne dei corpi degli Angelici morti nel bunker, e si ritrova a combattere con la fame, resistendo all'impulso di attaccare Mark.
John gira per la città, ormai deserta, in cerca di cibo assieme ad altre Ombre.
Neil rapisce Mac, mentre si sta preparando a partire col padre, nel tentativo di convincere Paul ad agire eliminando le Ombre, senza evitare uno scontro diretto, ma poi spara a Jay, uccidendola, convinto di spronare Paul ad intervenire.
John racconta a Paul della sua non vita da Ombra, facendogli capire che un grande punto d'ascensione, ora inattivo, si trova nel vecchio centro commerciale abbandonato.
Paul cerca di riattivare il punto di ascensione, ma John sembra avere la meglio, se non fosse per Sarah che fa da scudo a Paul, consentendogli di spiccare il volo, con le sue ali angeliche. Paul incanala la sua energia direttamente sopra al punto di ascensione riuscendo a riattivarlo.
Le Ombre si dissolvono e sembra tutto finito, ma il cielo sopra il centro commerciale inizia a rannuvolarsi.